# Condado de Camden (Carolina del Norte)
El condado de Camden (en inglés: Camden County, North Carolina), fundado en 1777, es uno de los 100 condados del estado estadounidense de Carolina del Norte. En el año 2000 tenía una población de 6885 habitantes con una densidad poblacional de 11 personas por km². La sede del condado es Camden.

## Geografía
Según la Oficina del Censo, el condado tiene un área total de 793 km² (306,2 mi²), de la cual 624 km² (240,9 mi²) es tierra y 168 km² (64,9 mi²) es agua.

### Municipios
El condado se divide en tres municipios: Municipio de Courthouse, Municipio de Shiloh y Municipio de South Mills.

### Condados adyacentes y ciudades independientes
- Chesapeake norte
- Condado de Currituck noreste
- Condado de Tyrrell sursudoeste (a través de Albemarle Sound)

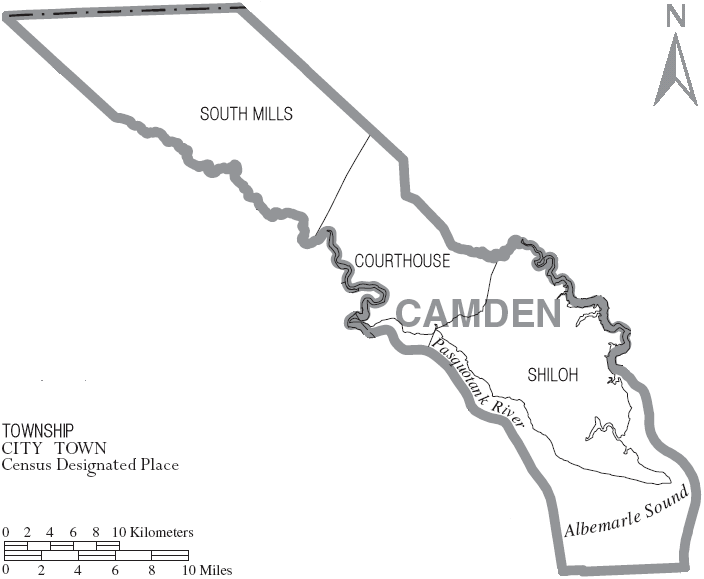
Mapa del Condado de Camden en Carolina del Norte con sus municipios

- Condado de Pasquotank suroeste
- Condado de Gates noroeste
- Suffolk norte-noroeste

### Área Nacional protegidas
- Great Dismal Swamp National Wildlife Refuge (parte)

## Demografía
En el 2000 la renta per cápita promedia del condado era de $39 493, y el ingreso promedio para una familia era de $45 387. El ingreso per cápita para el condado era de $20 384. En 2000 los hombres tenían un ingreso per cápita de $36 274 contra $24 875 para las mujeres. Alrededor del 7.90% de la población estaba bajo el umbral de pobreza nacional.

## Lugares

### Ciudades y pueblos
- Camden
- Elizabeth City (en su mayoría en el Condado de Pasquotank)
- Silo
- South Mills